# Мігурін Віталій Дмитрович
Віта́лій Дми́трович Мігу́рін (3 травня 1962 — 1 листопада 2015) — солдат Збройних сил України, учасник російсько-української війни.

## Життєпис
Народився 1962 року в місті Овідіополь, де закінчив середню школу. 
Пройшов строкову військову службу в лавах збройних сил.
У січні 2015-го пішов на фронт добровольцем; солдат 1-го гаубично-самохідного артилерійського дивізіону, 72-га окрема механізована бригада.
1 листопада 2015 року загинув під час виконання бойового завдання поблизу села Анадоль Волноваського району.
Похований на кладовищі №2 у селищі Овідіопіль Одеської області.

## Нагороди та вшанування
- 14 жовтня 2016 року в Овідіополі відкрито пам'ятний знак землякам, які загинули під час боїв на сході України, серед них викарбуване й ім'я Віталія Мігуріна
- присвоєне звання «Герой Овідіопольщини» (рішення Овідіопольської райради, 26 січня 2018, посмертно).
- Портрет Героя розміщено на меморіалі "Стіна пам'яті полеглих за Україну" у Києві: секція 7, ряд 8, місце 40.